# Kalajoki
Kalajoki es una ciudad  de Ostrobothnia del Norte, Finlandia.
Tiene una población de 12.551 habitantes (2010) y cubre un área de 670.65 km² de los cuales 5.62 km² es agua. Su densidad de población es de 13.6 de habitantes por km².

## Ciudad hermana
- Taki, Japón (desde 2003)